# Одеський обласний центр української культури
Одеський обласний центр української культури — комунальне підприємство, яке займається розвитком української культури та культур національних меншин, які проживають на території Одеської області, сприяє відродженню осередків традиційної народної творчості, фольклорно-етнографічних ансамблів, художніх промислів і ремесел, здійснює методичне, наукове та організаційне забезпечення діяльності органів та установ культури, самодіяльних колективів та їх учасників. Зареєстрований у 2005 році. В структуру центру входять три відділи: відділ народної творчості, фольклору та етнографії, науково-методичний відділ, відділ декоративно-прикладного мистецтва.
З 2016 року Центр уповноважений відповідальним за координацію питань охорони нематеріальної культурної спадщини в Одеській області, що включає поширення знань про нематеріальну культурну спадщину, дослідження, популяризація, створення програм з охорони. За більш як 5 років в області виявлено понад 70 виявів нематеріальної культурної спадщини, створена карта елементів нематеріальної культурної спадщини в розрізі територіальних громад.
У 2020 році при центрі створено Музей традиційного народного мистецтва.